# 中部テネシー

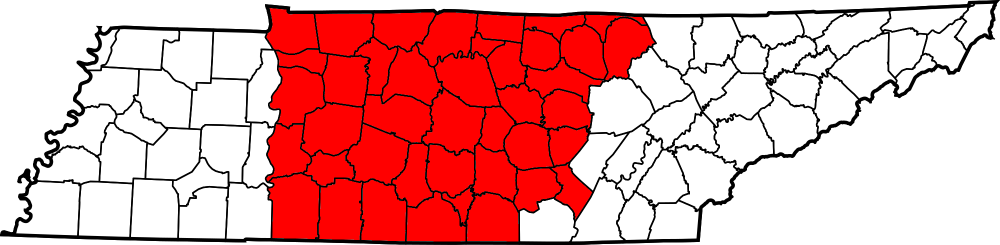

中部テネシー (Middle Tennessee ) は、アメリカ合衆国テネシー州中部にある40郡で構成され、州法で定められたテネシー州の3大区分のうち中央に位置する地域。
慣例によると基本的に、一旦アラバマ州北部に入り、州の西側を通りテネシー州北側に流れるテネシー川の東を西端とし、時間帯が中部標準時と東部標準時の境を東端としている。この基準に当てはまらないのは、テネシー川東西両岸に亘るが西部テネシーに属するハーディン郡と、中部標準時であるにもかかわらず東部テネシーに属しているブレッドソー郡、カンバーランド郡、マリオン郡である。
中部テネシーは緩やかに起伏する丘陵、肥沃な小川および渓谷を特長としている。この中心的都市であるナッシュビルは州都でもある。中部テネシーの他の大きな都市にはクラークスビルやマーフリーズボロなどがある。地理的にはカンバーランド高原の東側部分が中部テネシーにも広がっているが、ナッシュビル盆地とハイランド・リムの大部分により構成されている。
中部テネシーにも高等教育を施す機関がいくつかあり、主なものはナッシュビルにあるヴァンダービルト大学、ベルモント大学、リプスコム大学、テネシー州立大学、クラークスビルにあるオースティン・ピー州立大学、スワニーにあるUniversity of the South 、レバノンにあるカンバーランド大学、ノックスビルにあるテネシー大学に次ぐ2番目に最大の州立大学であるマーフリーズボロにあるミドルテネシー州立大学などである。
アメリカ合衆国の他の州と違い、中部テネシーには社会経済の意味合い同様に法律もある。中部テネシー、西部テネシー、東部テネシーは州の3つのグランド・ディヴィジョン（大区分）からなる。テネシー州法によると、テネシー州最高裁判所の5人の裁判官のうち2人までしか同一のグランド・ディヴィジョンから出ることができない。最高裁判所は3つのグランド・ディヴィジョンの裁判所で交代で会議が行なわれる。中部テネシーの最高裁判所はナッシュビルにある。地理的公平性を保つため、他の委員会や理事会などで同様の措置がとられている。
中部テネシーは3つのグランド・ディヴィジョンの中でも最大で人口密度が低い。2000年の国勢調査によると総面積17,009.41平方マイル (44,054.2 km2)の40郡に2,069,976名が居住している。この人口は州全体の36.38%で、土地は州全体の41.27%である。人口密度は1平方マイル (2.6 km2)あたり121.696名である。

## 中部テネシーの郡一覧
| - ヴァンビューレン郡 - ウィリアムソン郡 - ウィルソン郡 - ウェイン郡 - ウォレン郡 - オーヴァートン郡 - キャノン郡 - グランディ郡 - クレイ郡 - コーフィ郡 - サムナー郡 - ジャイルズ郡 - ジャクソン郡 - スチュワート郡 - スミス郡 - チーサム郡 - デイヴィッドソン郡 - ディカーブ郡 - ディクソン郡 - トラウスデール郡 | - パトナム郡 - ハンフリーズ郡 - ピケット郡 - ヒックマン郡 - ヒューストン郡 - フェントレス郡 - フランクリン郡 - ベッドフォード郡 - ペリー郡 - ホワイト郡 - マーシャル郡 - ムーア郡 - メイコン郡 - マウリー郡 - モンゴメリー郡 - ラザフォード郡 - リンカーン郡 - ルイス郡 - ローレンス郡 - ロバートソン郡 |